# Bénivay-Ollon
Bénivay-Ollon è un comune francese di 69 abitanti situato nel dipartimento della Drôme della regione dell'Alvernia-Rodano-Alpi.

## Società

### Evoluzione demografica
Abitanti censiti